# Жан Докс
Жан Докс (фр. Jean Dockx, 24 травня 1941, Сінт-Кателейне-Вавер — 15 січня 2002, Бонгейден) — бельгійський футболіст, що грав на позиції півзахисника. По завершенні ігрової кар'єри — тренер.
Виступав, зокрема, за «Андерлехт», а також національну збірну Бельгії. Учасник чемпіонату світу 1970 року і бронзовий призер чемпіонату Європи 1972 року.

## Клубна кар'єра
У дорослому футболі дебютував 1960 року виступами за команду «Мехелен», в якій провів шість сезонів, лише два з яких (1963/64 і 1965/66) у вищому дивізіоні країни.
Протягом 1966—1971 років захищав кольори клубу «Расінг Вайт», з яким він дійшов до фіналу Кубка Бельгії в 1969 році.
1971 року перейшов до клубу «Андерлехт», за який відіграв 7 сезонів. Більшість часу, проведеного у складі «Андерлехта», був основним гравцем команди. За цей час двічі виборював титул чемпіона Бельгії (у 1972 та 1974) та чотири рази вигравав Кубок країни (1972, 1973, 1975 та 1976). Докс також зарекомендував себе на міжнародному рівні, вигравши Кубок володарів кубків в 1976 і 1978 роках, а також вийшовши у фінал цього турніру в 1977 році. У 1976 році Жаном також був виграний Суперкубок УЄФА.
Завершив кар'єру футболіста після фінального матчу Кубка володарів кубків 1978 року на «Парк де Пренс» у Парижі, в якому «Андерлехт» переміг 4:0 Аустрію (Відень). Загалом за кар'єру в усіх клуба провів 394 матчі вищого дивізіону Бельгії, в яких забив 45 голів, а також зіграв у 38 іграх єврокубків.

## Виступи за збірну
22 листопада 1967 року дебютував в офіційних іграх у складі національної збірної Бельгії в кваліфікаційному матчі до чемпіонату Європи 1968 року проти Люксембургу (3:0).
У складі збірної був учасником чемпіонату світу 1970 року у Мексиці, на якому зіграв у всіх трьох матчах своєї збірної — проти Сальвадору (3:0), Радянського Союзу (1:4) та Мексики (0:1), а збірна не подолала груповий етап.
За два роки Докс поїхав і на дебютний для бельгійців домашній чемпіонат Європи 1972 року, на якому зіграв в обох матчах своєї збірної, а команда здобула бронзові нагороди.
Після того, як Бельгія програла матчі плей-оф Нідерландам і не вийшла на чемпіонат Європи 1976 року в Югославії, Докс завершив виступи у збірній. Загалом протягом кар'єри у національній команді, яка тривала 13 років, провів у її формі 35 матчів, забивши 3 голи.

## Кар'єра тренера
Розпочав тренерську кар'єру відразу ж по завершенні кар'єри гравця, 1978 року, очоливши тренерський штаб нижчолігового клубу «Борнем», після чого працював з ще однією невеликою командою «Ассент».
З 1982 року працював головним тренером команд вищого дивізіону «Моленбек» та «Антверпен», а 1984 року повернувся в «Андерлехт», де став помічником головного тренера команди Поля ван Гімста, а потім і його наступників, залишаючись на своїй посаді протягом 15 років.
На початку сезону 1998/99 через слабкі результати головний тренер «Андерлехту» Арі Ган був звільнений і Докс став головним тренером, виправивши результати команди, з якою посів підсумкове 3 місце. Після завершення сезону став технічним директором «Андерлехта».
Помер 15 січня 2002 року на 61-му році життя помер від серцевого нападу в своєму будинку в Бонгейдені.

## Титули і досягнення
- Чемпіон Бельгії (2):

«Андерлехт»: 1971–72, 1973–74
- Володар Кубка Бельгії (4):

«Андерлехт»: 1971–72, 1972–73, 1974–75, 1975–76
- Володар Кубка бельгійської ліги (2):

«Андерлехт»: 1973, 1974
- Володар Кубка Кубків УЄФА (2):

«Андерлехт»: 1975–76, 1977–78
- Володар Суперкубка УЄФА (1):

«Андерлехт»: 1976